# Анна Люксембургская
Анна Люксембургская или Анна Богемская (нем. Anna von Luxemburg, нем. Anna von Böhmen; 27 марта 1323, Кам, Верхний Пфальц — 3 сентября 1338, Нойберг-ан-дер-Мюрц, Брук-Мюрцушлаг) — дочь Иоганна Люксембургского и Элишки Пржемысловны.

## Ранняя жизнь
Анна и её сестра-близнец Елизавета родились в 1323 году в маленьком приграничном баварском городке Кам, где её мать жила в изгнании. Их отец Иоганн обеспечивал семью во время изгнания. В 1325 году Элишка вернулась в Чехию вместе с Анной (её сестра-близнец умерла в 1324 году). Она так и не выздоровела и умерла от туберкулёза в 1330 году.

## Брак и смерть
Прежде чем выйти замуж Анна была дважды помолвлена. Первым наречённым был Владислав Венгерский, сын короля Венгрии Карла I и Елизаветы Польской, но Владислав умер в 1329 году. Если бы он остался жив и женился на Анне, она могла бы стать королевой Венгрии.
Затем она была обручена с будущим баварским герцогом и бранденбургским курфюрстом Людвигом. Помолвка была разорвана, так как его отец Людовик IV, император Священной Римской империи, мог быть отлучён от церкви.
25 марта 1330 года Анна вышла замуж за Оттона, герцога Австрии. Это был второй брак для Оттона: его первая жена, Елизавета Баварская, умерла после рождения двух сыновей. В то время Анне было семь лет. Брак длился восемь лет и упрочил союз между отцом Анны и императором Священной Римской империи. Анна умерла в 1338 году в возрасте пятнадцати лет до того, как она и Оттон могли иметь детей. Вскоре после этого Оттон также умер, и ему наследовали сыновья от брака с Елизаветой Баварской.